# Homalium kainantense
Homalium kainantense là một loài thực vật có hoa trong họ Liễu. Loài này được Masam. mô tả khoa học đầu tiên năm 1943.